# Derrick Gray
Derrick Gray (Silver Spring, 11 novembre 1985) è un giocatore di football americano statunitense.

## Nella NFL
Derrick Gray non è stato scelto al draft ma poi è stato preso dagli Oakland Raiders.
Nella stagione 2008 è stato nella squadra delle riserve dei Raiders, poi il 30 dicembre ha firmato un contratto per due anni di eventuali trattative future. 
Il 16 agosto è stato svincolato dai Raiders.